# (13622) McArthur
(13622) McArthur est un astéroïde de la ceinture principale.

## Description
(13622) McArthur est un astéroïde de la ceinture principale. Il fut découvert le 26 avril 1995 à Kitt Peak par le projet Spacewatch. Il présente une orbite caractérisée par un demi-grand axe de 3,21 UA, une excentricité de 0,17 et une inclinaison de 3,3° par rapport à l'écliptique.

## Compléments